# انتخابات پارلمانی مقدونیه شمالی (۲۰۲۰)
انتخابات پارلمانی مقدونیه شمالی (انگلیسی: 2020 North Macedonian parliamentary election) در ۱۵ ژوئیه ۲۰۲۰ برگزار شد. این انتخابات برنامه‌ریزی شده بود تا در نوامبر ۲۰۲۰ برگزار گردد، اما در سوم ژانویه ۲۰۲۰ زوران زائف نخست‌وزیر وقت مقدونیه شمالی پس از ناکامی در مذاکرات شورای اروپا برای الحاق با اتحادیه اروپا به انتخابات زودرس فراخوان داد و از سمت خود کناره‌گیری کرد، در نتیجه برگزاری انتخابات زودرس در دستور کار قرار گرفت.
در روز ۱۵ ژوئیه شهروندان مقدونیه شمالی در شرایط کروناویروس به پای صندوق‌های رای رفتند تا در نخستین انتخابات این کشور منطقه بالکان پس از تغییر نام رسمی آن شرکت کنند.

## نظام انتخاباتی
شش حوزه انتخابیه مقدونیه شمالی

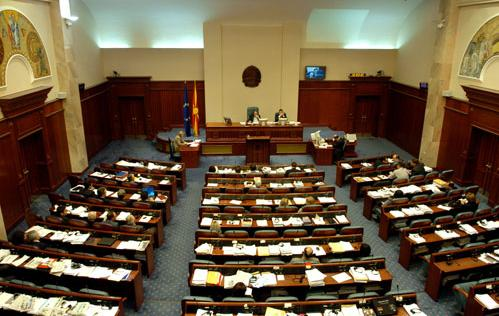
محل پارلمان مقدونیه شمالی

از ۱۲۳ کرسی مجلس نمایندگان جمهوری مقدونیه شمالی، ۱۲۰ نفر از شش حوزه انتخابیه که به هر حوزه ۲۰ کرسی تعلق می‌گیرد انتخاب می‌شوند. این گزینش نمایندگان در مقدونیه شمالی با استفاده از لیست بسته و نمایندگی تناسبی انتخاب می‌شوند و کرسی‌های مجلس با استفاده از روش d'Hondt تعیین می‌شود. سه کرسی باقیمانده نیز توسط شهروندان مقدونیه که در خارج از کشور زندگی می‌کنند انتخاب می‌شوند، اما فقط درصورتی که تعداد آرا آنها بیش از کاندیدای منتخب در انتخابات قبلی باشند. اگر لیستی از این آستانه عبور کند، یک کرسی به دست می‌آورد. برای گزینش دو کرسی باقیمانده، یک لیست باید دو برابر تعداد آراء را کسب کند، و برای کسب سه کرسی آستانه سه برابر تعداد آرا قابل قبول است. این کرسی‌ها به دلیل مشارکت کافی در انتخابات سال ۲۰۱۶ پر نشدند.

## نتایج انتخابات
به دنبال شمارش آرای اخذ شده،
مشخص شد که حزب حاکم «سوسیال دموکرات‌های جدید» منتصب به زوران زائف، نخست‌وزیر سابق این کشور با کسب ۳۵٫۸۹ درصد آرا در صدر قرار گرفت. حزب اپوزیسیون راست میانه «وی ام آراو-دی پی ام ان ای» به رهبری هریستیان میکوسکی با کسب ۳۴٫۵۷ درصد آرا در جایگاه دوم و بزرگ‌ترین حزب قومی آلبانی در مقدونیه شمالی موسوم به «اتحادیه دموکرات برای ادغام» به رهبری علی احمتی با کسب ۱۱٫۴۸ درصد آرا در جایگاه سوم قرار گرفتند.

شش حوزه انتخاباتی مقدونیه شمالی

## کارزار
احزاب مقدونیه شمالی شامل اتحادیه سوسیال دموکرات مقدونیه (لیو جی) و همچنین حزب مخالف دموکرات ناسیونالیستی ВМРО-، که مخالف تغییر نام در مقدونیه شمالی بودند، اگر چه از اوایل اکتبر ۲۰۱۹ شروع به فعالیت کردند، با اینحال انتخابات به‌طور زودرسی برگزار شده بود؛ بنابراین کارزار حزب عدالت و توسعه روی نقش حزب در ادغام یورو و از جمله حل اختلاف با یونان و تأمین عضویت در ناتو تأکید داشت. اما کارزار VMRO-ДПМНЕ مخالف تغییر نام بود و دولت را به فساد متهم کرد.
در ۱۹ فوریه، اتحاد برای آلبانی‌ها (AA) و ائتلاف انتخاباتی «آلترناتیو» را اعلام کردند.
در ۲۷ فوریه، اتحادیه سوسیال دموکرات مقدونیه و جنبش بسا ائتلاف انتخاباتی را اعلام کردند.
این انتخابات در میان همه‌گیری COVID-19 برگزار شد.

### پشتیبانی و تأییدها
نخست‌وزیر مجارستان ویکتور اوربان نتیجه انتخابات را تأیید کرد، این در حالی است که اتحادیه سوسیال دموکرات‌ها (حزب حاکم) موافقت نامه‌هایی را از ژان آسلبرن، وزیر امور خارجه لوکزامبورگ و همچنین میخائیل روث که به عنوان معاون وزیر آلمان در پارلمان اروپا فعالیت می‌کند، دریافت کرد. همچنین پدرو سانچز (نخست‌وزیر اسپانیا)،و آلکسیس سیپراس (نخست‌وزیر سابق یونان). حزب آ.ال.دی. یی، حزب لیبرال دموکرات نیز حمایت خود را اعلام کردند، و حزب سبز اروپا و همچنین تجدید دموکراتیک مقدونیه نیز انتخابات را که هر دو در ائتلاف تحت رهبری حزب عدالت و توسعه مشارکت کردند انتخابات را تأیید نمودند، نخست‌وزیر پیشین کوزوو، آلبین کورتی و همچنین اتحاد برای آلبانی‌ها نیز این انتخابات را تأیید کردند.